# ابولا (شهر)
ابولا (به لاتین: Abula) یک روستا در استونی است که در دهستان کیهلکونا واقع شده‌است.